# Repskinn
Repskinn (Cristinia helvetica) är en svampart som först beskrevs av Christiaan Hendrik Persoon, och fick sitt nu gällande namn av Erast Parmasto 1968. Enligt Catalogue of Life ingår Repskinn i släktet Cristinia,  och familjen Stephanosporaceae, men enligt Dyntaxa är tillhörigheten istället släktet Cristinia,  och familjen Atheliaceae. Arten är reproducerande i Sverige. Inga underarter finns listade i Catalogue of Life.